# 泰宁站
泰宁站，位于中华人民共和国福建省三明市泰宁县杉城镇丰岩村，是昌福铁路上的火车站，于2013年9月26日启用营运，现由南昌铁路局永安车务段管辖。

## 車站構造
建筑主要是以徽派建筑为主，白墙、小青瓦、马头墙、高脊飞檐、雕刻等为主要建筑特点。

## 車站周邊
- 泰宁汽车西站
- 杉城镇丰岩村村民委员会
- 泰宁县际溪村卫生所

## 歷史
- 2013年9月26日通车启用。

## 外部連結
- 中国铁路客户服务中心 （页面存档备份，存于）